# Vik Muniz
Vik Muniz, nascut Vicente José Muniz (São Paulo, 1961), és un artista visual que viu a Nova York. És un dels artistes brasilers més coneguts de la seva generació.

## Biografia
Nascut en el si d'una família obrera, Muniz va viatjar a Nova York l'any 1983, gràcies als diners obtinguts per indemnitzar-lo d'un tret que va rebre a la cama en intentar aturar una baralla. Fins aquell moment, Muniz s'havia dedicat a la publicitat, però un cop a Nova York va iniciar la seva carrera com a escultor, realitzant la seva primera exposició individual l'any 1988. No obstant, ben aviat va desenvolupar un interès creixent pel dibuix i la fotografia, una manifestació artística que ell considera més perfecta que la pintura. En aquesta etapa, destaca el seu treball titulat Sugar Children, on fotografià les famílies que treballaven en plantacions de sucre a Saint Kitts. Inicialment, l'artista emprava polaroids, però després va passar a dibuixar les imatges amb sucre sobre paper negre, que posteriorment fotografiava.

## Obra
Muniz és especialment conegut per crear imatges que no són exactament el que representen, ja que l'artista crea composicions o s'apropia d'imatges quotidianes —sovint de la cultura pop— o obres d'altres artistes tot servint-se de materials no tradicionals —diamants, sucre, melmelada, xocolata, brossa, filferro, cendra, mantega de cacauet…— per després fotografiar-les i presentar-ne les imatges al públic, tot capgirant la qüestió de la realitat. És el que s'anomena fotografia construïda: Un cas concret d'aquest treball és la versió que va fer de Las Meninas de Velázquez, la qual fou exposada a la mostra Oblidant Velázquez. Las Meninas al Museu Picasso de Barcelona el 2008. Un altre exemple és la recreació d'una foto de Hans Namuth que mostra Jackson Pollock treballant al seu estudi, que Muniz elabora amb xarop de xocolata.
El primer cop que l'obra de Muniz es va poder contemplar a Barcelona va ser en l'exposició Laberints, celebrada l'any 2002 a l'Espai 13 de la Fundació Joan Miró, dins el cicle Homo ludens. L'art en joc, comissariat per Grazia Quaroni. En aquesta ocasió, Muniz va presentar fotografies de composicions elaborades amb materials poc habituals, però les obres finals s'apropaven més al concepte de dibuix que al de fotografia, ja que dins les imatges s'hi descobrien siluetes convertides en laberints.

## Exposicions rellevants
Llista incompleta:
- 2013

Vik Muniz. Clayton Days | Revisited: A Project by Vik Muniz. The Frick Art & Historical Center, Pittsburgh, Pennsilvània.
Vik Muniz. Museo Banco de la República. Bogotà.
- 2012

VIK. Centro de Arte Contemporáneo de Málaga, Màlaga.
VantagePoint X/Vik Muniz. Mint Museum Uptown, Charlotte, Carolina del Nord.
- 2011

Vik Muniz. Le Musé Imaginaire. Collection Lambert en Avignon, Hôtel de Caumont & Église des Célestins, Avinyó.
VIK. Museu Colecção Berardo. Lisboa.
Relicário. Instituto Tomie Ohtake, São Paulo.
Vik Muniz 3D. Espaço Cultural Contemporâneo – ECCO, Brasília.
- 2010

Relicário. Casa de Cultura Laura Alvim, Rio de Janeiro.
Vik Muniz. Museum of the University of Fortaleza/Unifor, Fundação Edson Queiroz, Ceará.
- 2009

Vik Muniz. Museu Inimá de Paula. Minas Gerais.
Vik. Museu de Arte de São Paulo (MASP). São Paulo.
Vik Muniz. Museum of Modern Art (MAM). Rio de Janeiro
Vik Muniz. Museu Oscar Niemeyer, Curitiba, Estat de Paranà.
- 2008

Vik Muniz: The Beautiful Earth. Tokyo Wonder Site. Tòquio.
Vik Muniz Reflex. Antiguo Colegio de San Ildefonso. Ciutat de Mèxic.
- 2007

Vik Muniz. Moscow House of Photography. Manezh, Rússia.
Vik Muniz Reflex. Museum of Contemporary Art. Montréal.
Vik Muniz Reflex. Museum of Contemporary Art. San Diego.
The Beautiful Earth. Paço das Artes. São Paulo.
"Imaginary Prisons, G. B. Piranesi and Vik Muniz." National Gallery of Victoria. Melbourne.
Muniz Remastered, Photographs from the West Collection. Museo de Las Américas, Denver.
Vik Muniz: A Survey. Victor Pinchuk Foundation. Kíev.
Vik Muniz Reflex. P.S. 1. MoMA. Long Island City.
Pictures of People. Baltic Centre for Contemporary Art. Gateshead.
- 2006

Vik Muniz Reflex. Seattle Art Museum. Seattle.
Vik Muniz Reflex. Contemporary Art Museum. University of South Florida. Tampa.
Vik Muniz Reflex. Miami Art Museum. Miami.
- 2005

Vik Muniz. The Pennsylvania Academy of the Fine Arts. Filadèlfia.
- 2004

Retratos de Revista. Pinacoteca do Estado de São Paulo. São Paulo.
Piranesi Prisons. National Academy of Sciences. Washington D.C..
Vik Muniz. Irish Museum of Contemporary Art. Dublín.
Vik Muniz. Centro Galego de Arte Contemporánea-CGAC. Santiago de Compostel·la.
Vik Muniz. Museo d'Arte Contemporanea di Roma-MACRO. Roma.
Retratos de Revista. Paço Imperial. Rio de Janeiro.
- 2003

Vik Muniz. Museu de Arte Contemporânea do Centro Dragão do Mar. Ceará.
- 2002

Laberints, Espai 13, Fundació Joan Miró, Barcelona.
Vik Muniz: Model Pictures, The Menil Collection, Houston.
Reparte, CU Art Galleries, Universitat de Colorado, Boulder.
- 2001

49th Venice Biennial: Palazzo Fortuny, Venècia.
The Things Themselves: Pictures of Dust by Vik Muniz. Whitney Museum of American Art, Nova York.
- 2000

Clayton Days. The Frick Art & Historical Center, Pittsburgh, Pennsilvània.
Vik Muniz. Tang Teaching Museum and Art Gallery, Saratoga Springs, Nova York.
- 1999

Vik Muniz: Seeing is Believing. Center for Creative Photography, Tucson, Arizona.
Vik Muniz. Centre National de la Photographie, París.
Flora Industrialis. Caisse des Dépôts et Cossignations, París.
- 1998

Seeing is Believing. International Center of Photography, Nova York.
- 1996

The Sugar Children. Tricia Collins Contemporary Art, Nova York.
The Best of Life. Wooster Gardens, Nova York.
92 Home Alone. Claudio Botello Arte, Torí.
- 1989

Vik Muniz – Photographs. Stux Gallery, Nova York.